# Johann Pálffy von Erdőd (Palatin)

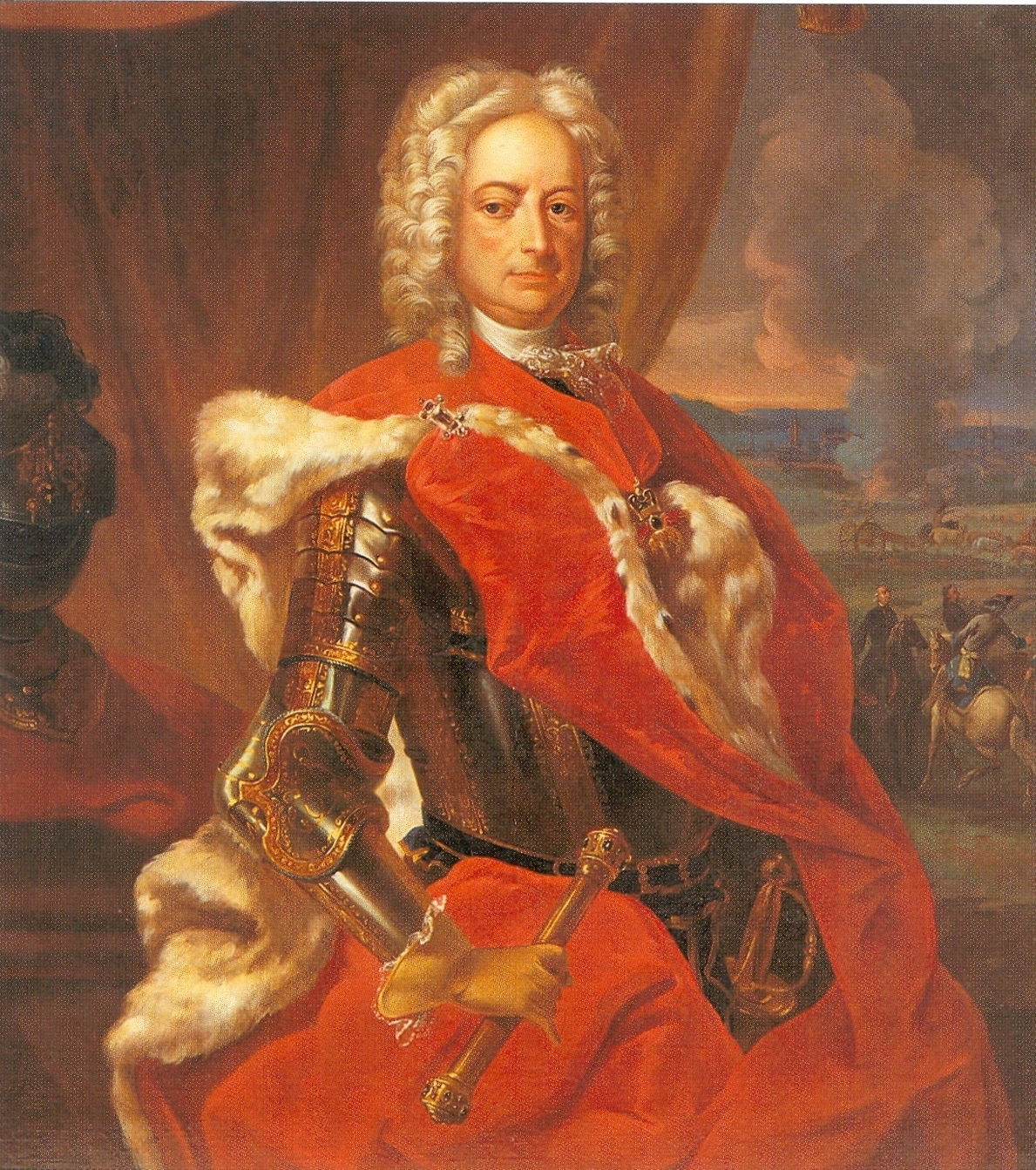
Graf Johann Pálffy

Graf Johann Bernhard Stephan Pálffy von Erdöd, familienintern Johann IV. oder Johann V. (ungarisch Pálffy V. János Bernard István; * 20. August 1664 in Rothenstein; † 24. März 1751 in Pressburg) war ab 1709 kaiserlicher Feldmarschall und ab 1741 Palatin von Ungarn.

## Herkunft
Die Pálffys zählten zum ungarischen Uradel. Der ungarische Freiherrenstand wurde ihnen bereits 1581 verliehen. 1599 wurden sie Reichsgrafen des Heiligen Römischen Reiches.
Johann Pálffys Eltern waren Miklós IV. Pálffy (* 12. August 1619; † 12. August 1679) und dessen Ehefrau Gräfin Maria Eleonora von Harrach zu Rohrau (* 1634; † 1. Dezember 1693). Sein Bruder Miklós V. wurde ebenfalls österreichischer Feldmarschall (* 1. Mai 1657; † 20. Februar 1732).

## Leben und Wirken
Ende 1681 dient er im Infanterieregiment Neuberg als Freiwilliger, im gleichen Jahr wechselte er in das Kürassierregiment seines Vetters Johann Karl Pálffy im Rang eines Kornetts. Mit diesem Regiment nahm er an der Schlacht am Kahlenberg 1683 teil und kämpfte dann bei Parkány. 1684 wurde er Rittmeister, nahm an der Erstürmung von Pest und der gescheiterten Belagerung Ofens teil, 1685 dann unter Graf Äneas Caprara bei der Erstürmung von Neuhäusel. In der Schlacht am Berg Harsány am 12. August 1687 zeichnete er sich besonders aus, worauf ihn der Oberbefehlshaber Karl V. von Lothringen zu seinem Generaladjutanten bestimmte.
Am 4. Oktober 1687 heiratete Johann die Gräfin Theresia Czobor, deren Vater Adam ein bekannter Husarengeneral war und seit 1685 das von ihm aufgestellte (irreguläre) Husarenregiment Banderia befehligte. Als Kaiser Leopold I. im Jahre 1688 die Gründung der ersten regulären Husarenregimenter beschloss, erhielt Graf Czobor das Patent zur Gründung zweier Regimenter. Eines behielt er selbst, das andere vertraute er seinem Schwiegersohn Johann Pálffy, der kurz darauf auch das entsprechende Inhaberpatent vom Kaiser erhielt. (Es war das spätere K.u.k. Husaren-Regiment „Graf Nádasdy“ Nr. 9.)
1695 befand sich sein Regiment am Rhein, wo Johann in einem Gefecht mit Franzosen unter dem späteren Marschall Villars bei Mainz schwer verwundet wurde. Auch in den Folgejahren blieb er am Rhein, bewährte sich bei der Belagerung von Philippsburg, wo er eine größere Einheit Franzosen in einen Hinterhalt lockte und vernichtete. 1689 erfolgte die Verlegung nach Ungarn, um an der Belagerung von Temeswar teilzunehmen. Bei Becskerek wurde Johann mit seinem Regiment, von einer türkischen Übermacht überfallen, erlitt große Verluste und nur dank der herbeigeeilten Hilfe wurde es nicht ganz aufgerieben.
Nach Unterzeichnung des Friedens von Karlowitz wurde Johann Inhaber des Kürassierregiment Gondola. Er blieb dessen Inhaber bis zu seinem Tode. Im gleichen Jahr wurde Johann zum Stuhlrichter in Ungarn ernannt und zum Feldmarschallleutnant befördert. 1704 wurde er Banus von Kroatien und zum General der Kavallerie (G.d.C) befördert.
Während des letzten großen ungarischen Adelsaufstandes unter Franz II. Rákóczi  bewährte sich Johann nicht nur als tüchtiger Heerführer, sondern auch als Diplomat. Johann Pálffy erreichte beim Kaiser eine Amnestie für die aufständischen Adeligen, wonach am 30. April 1711 der Friede von Szatmár (dt. Sathmar) unterzeichnet wurde.
1716 wurde Johann einberufen und diente unter Prinz Eugen von Savoyen im Venezianisch-Österreichischen Türkenkrieg.
Kaiser Karl VI. hatte keine männlichen Nachkommen. Er versuchte also schon zu Lebzeiten den Thron für seine Tochter Maria Theresia zu sichern. Wiederum bewährten sich die guten Kontakte Johanns zum Adel des Königreiches Ungarn und seine diplomatischen Fähigkeiten. Als Banus von Kroatien erreichte er die Anerkennung der Pragmatischen Sanktion durch die kroatischen Stände, 1722 dann durch die Stände Ungarns. In der Zeit erwarb sich Johann endgültig das Vertrauen Kaiser Karl VI. Im Jahre 1724 ernannte ihn der Kaiser zu seinem Statthalter in Ungarn, 1731 zum erblichen Burghauptmann von Pressburg (Bratislava) und im Folgejahr zum erblichen Obergespan des Pressburger Komitates.
Als die Monarchie an der Seite Russlands 1736 in den Russisch-Österreichischer Türkenkrieg mit dem Osmanischen Reiche trat, erhielt Johann den Oberbefehl über das 30.000 Mann zählende Expeditionskorps, das sich bei Futak in Ungarn sammelte. Aus verschiedenen Gründen wurde dieses Korps jedoch nicht eingesetzt.
Als Karl VI. sein Ende nahen sah, rief er Johann Pálffy zu sich und empfahl die Erbin seiner Staaten, Maria Theresia, seinem Schutze. In diesem Jahr erhielt Johann den höchsten Orden der Habsburger – das Goldene Vlies.
1741 wurde Johann zum Palatin Ungarns gewählt.
Seine besondere Bedeutung für Maria Theresia zeigt sich neben den übersandten Geschenken (ihr eigenes Reitpferd, einem mit Diamanten besetzten goldenen Degen und einem Diamantring) im Begleitschreiben:
..Mein Vater Pálffy! Ich sende Euch dieses Pferd, welches nur allein von dem Eifrigsten Meiner Unterthanen bestiegen zu werden würdig ist. Empfanget zugleich diesen Degen, um Mich wider Meine Feinde zu beschützen, und nehmet diesen Ring als Kennzeichen Meiner gegen Euch tragenden Zuneigung an...

## Familie
Er heiratete am 4. Oktober 1687 die Gräfin Teréz Czobor de Czoborszentmihály (* 1. Mai 1669; † 3. Oktober 1733). Das Paar hatte mehrere Kinder:
- Mária Anna Franziska, († 1756) ⚭ 1711 Graf František Karel Přehořovský z Kvasejovic (* 1645; † 6. November 1723)
- Mária Szidónia (* 1. April 1690; † 3. Januar 1743) ⚭  1710 Graf Ferenc Esterházy de Galántha (* 19. September 1683; † 22. Oktober 1754)
- János VII. Antal (* 2. Februar 1696; † 16. August 1717), Gefallen vor Belgrad ⚭ 1717 Gräfin Anna Eleonóra Esterházy de Galántha (* 3. April 1696; † 6. September 1749)
- Paul Carl III. Engelbert (* 28. Oktober 1697; † 14. September 1774)

⚭ Wien 23. November 1718 Gräfin Maria Margaretha von Stubenberg († 10. Dezember 1724)
⚭ 1. März 1734 Gräfin Josepha Josepha von Pergen († 1. August 1748) verwitwete von Proskau
⚭ Wien 12. Oktober 1749 Gräfin Elisabeth Josephine von Starhemberg (* 12. Oktober 1725; † 27. Juni 1778)
- Miklós VI. (* 24. Oktober 1699; † 29. Januar 1734), Gefallen vor Parma ⚭ 1726 Gräfin Josepha von Schlick (* 24. Oktober 1708; † 3. März 1761)
- Mária Anna Terézia Erzsébet (* 9. November 1701)
- Mária Anna Erzsébet Terézia Emerencia (* 1708; † 1740) ⚭ 1727 Graf Lipót Draskovich de Trakostján (†  16. Januar 1759)
- Eleonóra Magdalena (* 8. Oktober 1710)

Nach dem Tod seiner ersten Frau heiratete er am 28. August 1741 die Gräfin Maria Julia von Stubenberg († 20. April 1756). Diese Ehe war ohne Kinder.

## Rezeption
Durch die kaiserliche Entschließung von Franz Joseph I. vom 28. Februar 1863 wurde Johann Palffy in die Liste der „berühmtesten, zur immerwährenden Nacheiferung würdiger Kriegsfürsten und Feldherren Österreichs“ aufgenommen, zu deren Ehren und Andenken auch eine lebensgroße Statue in der Feldherrenhalle des damals neu errichteten k.k. Hofwaffenmuseums (heute: Heeresgeschichtliches Museum Wien) errichtet wurde. Die Statue wurde 1869 vom Bildhauer Johann Preleuthner aus Carrara-Marmor geschaffen, gewidmet wurde sie von der Familie Pallfy.